# 2. ŽNL Karlovačka 2014./15.
2. ŽNL Karlovačku je najniži stupanj natjecanja i u sezoni 2014./15. činilo 16 klubova iz Karlovačke županije podijeljenih u dvije grupe ("Sjever" i "Jug"). Natjecanje se odvijalo trokružno.

## Tablica
| "Sjever" |                          |       |       |       |      |        |      |
| Mj.      | Klub                     | Sus.  | Pobj. | Nerj. | Por. | GR.    | Bod. |
| 1.       | NK Mladost Rečica        | 20    | 18    | 1     | 1    | 90:18  | 55   |
| 2.       | NK Vrlovka Kamanje       | 20    | 15    | 1     | 4    | 68:22  | 46   |
| 3.       | NK Frankopan Brežani     | 20    | 10    | 2     | 8    | 54:50  | 32   |
| 4.       | NK Vojnić '95            | 20    | 9     | 2     | 9    | 44:30  | 29   |
| 5.       | NK Kupa Donje Mekušje    | 20    | 9     | 1     | 10   | 47:43  | 28   |
| 6.       | NK Krnjak-Barilović      | 20    | 6     | 6     | 8    | 33:40  | 24   |
| 7.       | NK Mostanje ALL Karlovac | 14 ↓1 | 2     | 1     | 11   | 13:46  | 7    |
| 8.       | NK Šišljavić             | 20    | 0     | 2     | 18   | 16:117 | 2    |

| "Jug" |                              |      |       |       |      |       |      |
| Mj.   | Klub                         | Sus. | Pobj. | Nerj. | Por. | GR.   | Bod. |
| 1.    | NK Mrežnica Zvečaj           | 21   | 16    | 0     | 5    | 62:24 | 48   |
| 2.    | NK VOŠK Belavići             | 21   | 14    | 1     | 6    | 54:21 | 43   |
| 3.    | NK Oštarije                  | 21   | 12    | 5     | 4    | 52:29 | 41   |
| 4.    | NK Cetingrad                 | 21   | 9     | 2     | 10   | 43:35 | 29   |
| 5.    | NK Mladost Zagorje Ogulinsko | 21   | 8     | 4     | 9    | 40:40 | 28   |
| 6.    | NK Dobra Novigrad na Dobri   | 21   | 6     | 4     | 11   | 41:45 | 22   |
| 7.    | NK Plaški                    | 21   | 5     | 1     | 15   | 24:66 | 16   |
| 8.    | NK Josipdol                  | 21   | 5     | 1     | 15   | 25:79 | 16   |

## Strijelci
| - 31 – Kralj (NK Mladost Rečica) - 24 – Planinac (NK Mladost Rečica) - 21 – Gregorac (NK Vrlovka Kamanje) - 18 – Plivelić (NK Frankopan Brežani) - 12 – Gagula (NK Frankopan Brežani) - 11 – Stipančić (NK Vrlovka Kamanje), M. Matijašić (NK Frankopan Brežani) - 10 – Brkić (NK Krnjak-Barilović) - 9 – D. Matijević (NK Vojnić '95) - 8 – M. Bedeniković (NK Kupa Donje Mekušje) - 7 – Di. Ladika (NK Vrlovka Kamanje) - 6 – Mates i Jakić (NK Kupa Donje Mekušje), K. Jurić i Mačešić (NK Krnjak-Barilović), Kuterovac, Sušilović i Kusanić (NK Mladost Rečica), M. Žokvić (NK Vrlovka Kamanje) - 5 – Šabić i Tokmadžić (NK Vojnić '95), Bašagić (NK Mostanje ALL Karlovac), Frketić (NK Kupa Donje Mekušje) - 4 – I. Ladika (NK Vrlovka Kamanje), Šćulija (NK Kupa Donje Mekušje), Baćak i G. Rožić (NK Mladost Rečica), Radman i M. Klasan (NK Vojnić '95), T. Latin (NK Šišljavić) - 3 – Knezović i Vrane (NK Mladost Rečica), Majdak (NK Krnjak-Barilović), R. Latin (NK Šišljavić), Colarić (NK Vrlovka Kamanje), Josipović (NK Vojnić '95) | - 22 – Benković (NK Mrežnica Zvečaj) - 13 – Škarjak (NK Dobra Novigrad na Dobri), Brbot (NK VOŠK Belavići) - 10 – Brazdičić (NK Mrežnica Zvečaj) - 9 – K. Mihaljević, Ivanišević i Franjo Puškarić (NK Oštarije), T. Golek (NK Cetingrad) - 8 – A. Cazin (NK Oštarije), H. Matovina (NK Plaški), F. Milinković (NK VOŠK Belavići), Keser (NK Josipdol) - 7 – Medved (NK Mladost Zagorje Ogulinsko), Bižić (NK VOŠK Belavići) - 6 – E. Dervišević (NK Cetingrad), Gudlek (NK Dobra Novigrad na Dobri) - 5 – I. Salopek i F. Francetić (NK Mladost Zagorje Ogulinsko), Lovrić i Lauš (NK Mrežnica Zvečaj), Gračanin (NK Oštarije) - 4 – I. Matovina i Knežević (NK Plaški), G. Medved (NK Cetingrad), M. Furač i F. Furač (NK VOŠK Belavići), Mus (NK Dobra Novigrad na Dobri), Matija Paušić (NK Mladost Zagorje Ogulinsko) - 3 – Magdić, K. Plivelić, I. Medved i I. Jurčević (NK Cetingrad), Kurtagić (NK Dobra Novigrad na Dobri), Šebalj i Štefanac (NK Mrežnica Zvečaj), M. Polović i Halovanić (NK VOŠK Belavići), I. Šimić (NK Oštarije), Crepulja (NK Josipdol), I. Cindrić i T. Kolić (NK Mladost Zagorje Ogulinsko) |